# Bainuks
Els bainuks (també anomenats Banyuk, Banun, Banyun, Bainouk, Bainunk, Banyum, Bagnoun, Banhum, Banyung, Ñuñ, Elomay, o Elunay). són un grup ètnic d'Àfrica Occidental que viu principalment a la zona del baix riu Casamance, entre el Senegal, Gàmbia i Guinea Bissau.

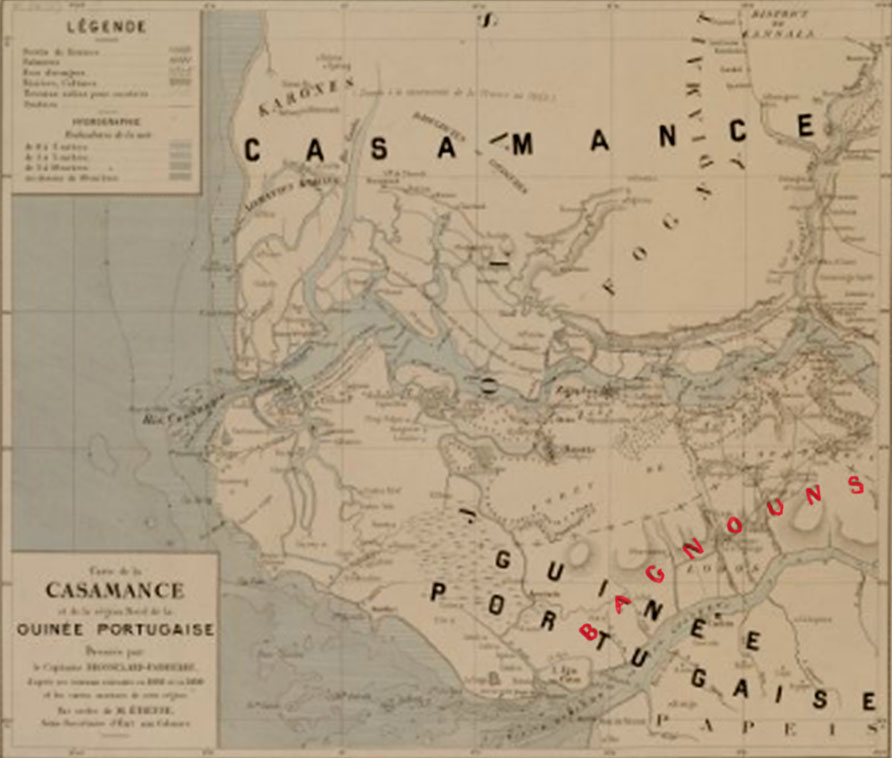
Localització dels Bainuks (en roig)
en un mapa de finals del segle XIX

## Llengua
Parlen el banyum, una llengua que forma part de la branca septentrional de les llengües atlàntiques, que formen part de la gran família de llengües nigerocongoleses. Té dues variants, el bainuk-gunyaamolo i el bainuk-samik.

## Nombre
Estan distribuïts en tres grups :
- El bainuk-gunyuño que viuen a la regió de Cacheu i voltants de São Domingos (Guinea Bissau). El seu nombre oscil·la entre 8.900 i 9.300 individus, dels quals el 60 % eren musulmans i el 15 % cristians (d'ells el 70 % catòlics).[4]
- El 'baïnouk-guñaamolo, que viuen al Nord del riu Casamance, a l'interior d'un triangle format per les localitats de Bignona, Tobor i Niamone, al Nord de Ziguinchor.
- El baïnouk-samik, que viuen al marge esquerre del riu Casamance, al voltant de Samik i de les viles dels voltants,a uns 20 km a l'Est de Ziguinchor.

## Història
Hom creu que els bainuks foren els primers habitants del baix Casamance, al Senegal.
| « | El nom Banyun s'atribueix als portuguesos, qui van prendre el nom del manding i el va aplicar com un nom col·lectiu per a una nombre de grups es van establir en llocs estratègics al llarg de cursos d'aigua, ports i rutes comercials entre els rius Gàmbia i Cacheu .... Possiblement banyun servia com a nom genèric per a "comerciant" com dyula identifica als comerciants mandé (Mapa 9). | » |

En l'època de l'imperi de Mali els bainuks vivien més al nord, als regnes de Sine i Saloum. D'acord amb la seva tradició oral són originaris de l'est i d'allí van ocupar parts del sud-oest de Gàmbia i l'oest de Casamance, a causa de l'afluència massiva dels conqueridors malinkés. Van arribar a les regions que habiten avui dia dirigits pel rei bainuk Gana Sira Bana. Segons una llegenda bainuk Gana Sira Bana va llançar una maledicció contra el seu poble bainuk, després del seu assassinat fomentada pels seus súbdits. Va prometre al poble bainuk un futur ombrívol i la seva desaparició al llarg dels segles.
També foren pressionats més al sud per les migracions de sereres. En el segle xv els bainuks crearen els estats Bichangor, Jase, Foni i Buguando, que constituirien el regne de Kassa o Kassanla, format pels territoris que s'estenien des del sud del riu Gàmbia al riu Casamance, amb capital a Mampating. El regne tenia terres fèrtils i una agricultura puixant. Més tard foren dominats pels malinkés, que formaren el regne de Kaabu a partir de les terres arrabassades als bainuks, diola, bassaris, manjacks i balantes. El gran rei dels bainuks, Kikikor, es va sotmetre als malinkés dirigits per Tiramakhan Traore, general de Sundiata Keita fundador de l'Imperi de Mali. Els malinkés es barrejaren amb les famílies que dominaven la regió abans de la seva arribada, i també amb els diola. Aquests mestissatges originaren la noblesa nanko (Ñaanco), dinastia regnant a Kaabu, que tenien els patronímics Traoré i Keita, i que van adoptar els patronímics Sané, Mané, noms d'origen bainuk o diola. De la mateixa manera els bainuks foren integrats progressivament en la societat malinké. Els mandingues que regnaren al sud del Senegal protegien les ètnies els boscos. El regne bainuk vassall de Kaabu fou dissolt definitivament en la dècada de 1830 durant l'incendi que va destruir la seva capital Birikama, orchestat pels balantes. El regne també va patir les exaccions dels diola i manding. Els bainuks tradicionalment i actualment amb els diola, mankanyes, balantes, koniaguis, fulbe i malinkes.

## Organització social
Tradicionalment la societat bainuk és jeràrquica per grups d'edat, pel poder dels ancians i pels ritus d'iniciació. La societat bainuk és matrilineal. Heretaven el poder reial els fills de les ties maternes del poder reial. Igual que en gairebé totes les societats africanes, les dones tenen una gran poder. Els bainuks són majoritàriament musulmans (60 % a Guinea Bissau i 76 % a Gàmbia) i cristians. Mantenen encara alguns ritus de la seva religió original.